# 田畑誠一
田畑 誠一（たばた せいいち、1939年〈昭和14年〉11月27日 - ）は、日本の政治家。前鹿児島県いちき串木野市長（4期）。

## 来歴
鹿児島県串木野町（現・いちき串木野市）出身。串木野市立羽島中学校（現・いちき串木野市立羽島中学校）卒業。運輸省海技大学校特修科卒業。
1975年（昭和50年）、串木野市議会議員に初当選。4期務めたのち、1991年（平成3年）に鹿児島県議会議員に初当選。県議時代は自由民主党に所属した。
2003年（平成15年）2月、串木野市長に初当選。
2005年（平成17年）10月11日、串木野市と日置郡市来町が合併し、いちき串木野市が誕生。これに伴って11月13日に行われた市長選挙で初当選。以降、4期当選する。
2021年（令和3年）9月9日、11月の任期満了に伴う市長選挙に立候補しないことを表明する。同年10月24日に告示された選挙では副市長を退任して立候補した中屋謙治以外に立候補の届け出がなく、中屋が無投票当選。
2023年（令和5年）11月3日、秋の叙勲で旭日中綬章を受章。